# 海蘭茲-貝伍德公園 (加利福尼亞州)
海蘭茲-貝伍德公園（英語：Highlands-Baywood Park）是位於美國加利福尼亞州聖馬刁縣的一個人口普查指定地區。

## 地理
海蘭茲-貝伍德公園的座標為37°31′30″N 122°20′36″W / 37.52500°N 122.34333°W，而該地最高點為海拔高度47米（即155英尺）。

## 人口
根據2010年美國人口普查的數據，海蘭茲-貝伍德公園的面積為4.681平方千米，均為陸地。當地共有人口4027人，而人口密度為每平方千米860人。